# Beautiful Fighter
「Beautiful Fighter」（ビューティフル ファイター）は、鬼束ちひろの8枚目のシングル。

## 解説
2003年8月20日に発売された。作詞・作曲は鬼束ちひろ、編曲は羽毛田丈史。
CD-EXTRAとして、アルバム『Sugar High』収録曲の「声」のスタジオライブバージョンが収録されている。

## 収録曲
1. Beautiful Fighter [3:50]
  - 作詞・作曲：鬼束ちひろ／編曲：羽毛田丈史
  - 2003北海道マラソン大会イメージソング

カップリング曲「嵐ヶ丘」と共に、初のピアノレスロックサウンドに挑戦した楽曲。Cメロ以外が同じコード進行であることから、「繰り返しの美学」というテーマを取っている。また、このテーマに沿って、「力を抜いて人生においてのエネルギーの循環を意識しろ」という裏テーマがある。歌詞の内容も、相反する英語の形容詞と名詞を組み合わせた、矛盾をテーマに制作されている。
2. 嵐ヶ丘 [4:59]
  - 作詞・作曲：鬼束ちひろ／編曲：羽毛田丈史

本人はもともとこの曲がシングルのA面になるものだと思っていたが、カップリング曲になってしまい拍子抜けしたという。また、『シングルBOX』へと差し替えられる前に発売を予定していた4枚目のオリジナルアルバムに同曲が収録される予定があった（より）。「Sign」のようにストーリー性のある楽曲で、本人曰く「怪獣になってしまった主人公の、切ない、哀しい心情を歌った物語。切実感を強調していったらこういうスケールの大きい仕上がりになった」という。タイトルは歌詞の世界観と響きでつけたため、エミリー・ブロンテの小説『嵐が丘』とは関係ないという。
3. Beautiful Fighter (Inst.) [3:49]
4. 嵐ヶ丘 (Inst.) [4:56]

- CD-EXTRA／CHIHIRO Archives Vol.2「声」(piano edit) スペシャル映像収録

## 収録アルバム
Beautiful Fighter
- 『SINGLES 2000-2003』
- 『GOOD BYE TRAIN 〜ALL TIME BEST 2000-2013』
- 『REQUIEM AND SILENCE』

嵐ヶ丘
- 『GOOD BYE TRAIN 〜ALL TIME BEST 2000-2013』